# Interkontinentální pohár 1990
Dvacátý devátý ročník Interkontinentálního poháru byl odehrán 9. prosince 1990 na Národním stadionu v Tokiu. Ve vzájemném zápase se střetli vítěz PMEZ v ročníku 1989/90 – AC Milán a vítěz Poháru osvoboditelů v ročníku 1990 – Club Olimpia.

## Zápas
| 9. prosince 1990 20.00 JST (UTC +9) (12.00 SEČ) |        |              |                                                                     |
| AC Milán                                        | 3 : 0  | Club Olimpia | Národní stadion, Tokio diváci: 60.228 rozhodčí: José Roberto Wright |
| Rijkaard 43', 65' Stroppa 62'                   | Report |              | Národní stadion, Tokio diváci: 60.228 rozhodčí: José Roberto Wright |

| AC Milán | Club Olimpia |

## Vítěz
| Interkontinentální pohár 1990 AC Milán (3. vítězství) Soupiska: Andrea Pazzagli - Mauro Tassotti, Franco Baresi, Alessandro Costacurta, Paolo Maldini - Angelo Carbone, Frank Rijkaard, Roberto Donadoni, Giovanni Stroppa - Marco van Basten Ruud Gullit Náhradníci: Sebastiano Rossi, Filippo Galli, Gianluca Gaudenzi, Stefano Nava, Daniele Massaro Trenér: Arrigo Sacchi |